# Kennin-ji

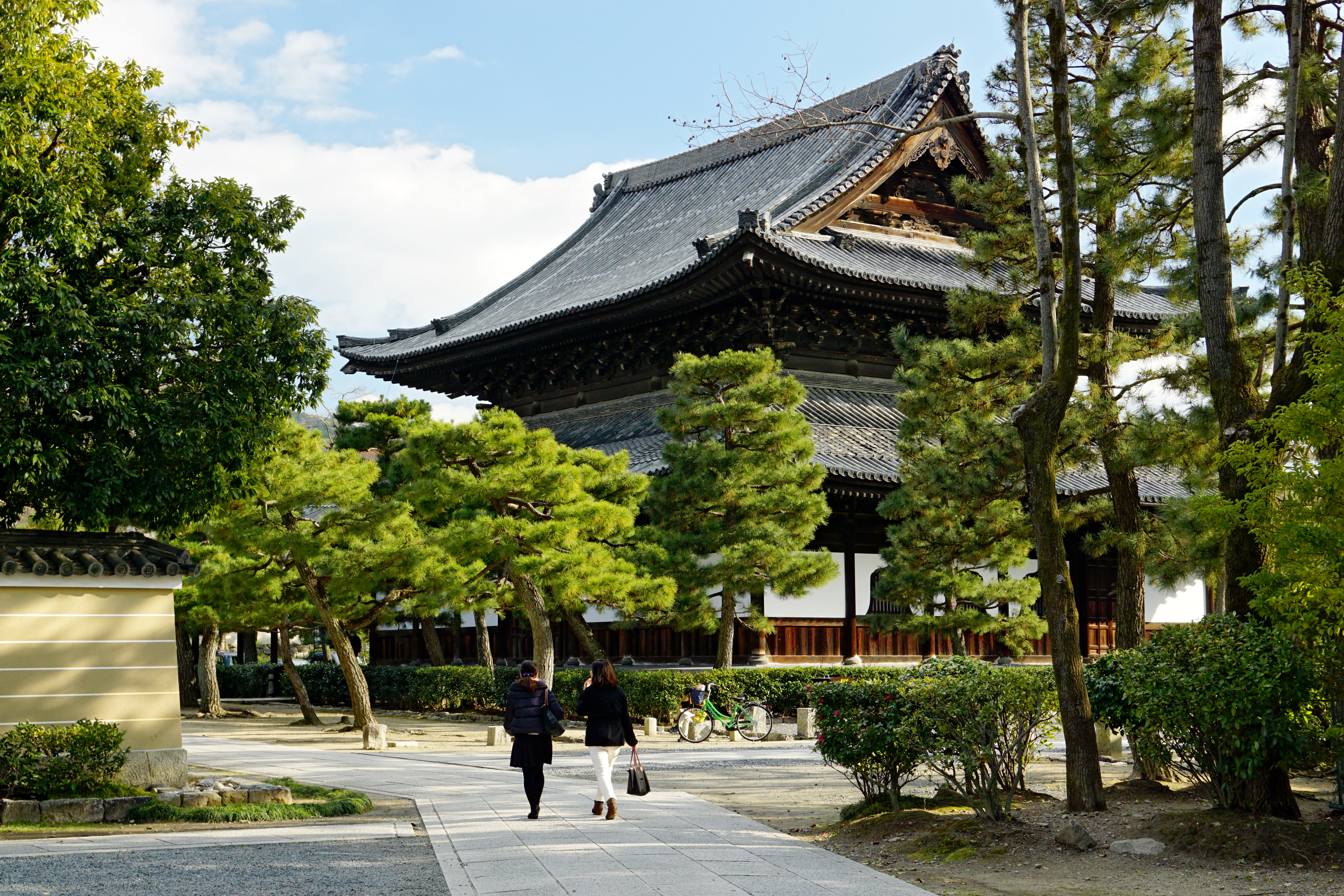
Kennin-ji

Der Kennin-ji (japanisch 建仁寺, wörtl. Kennin-Tempel) ist einer der ältesten Zen-Tempel Japans und ein Haupttempel der Rinzai-Schule, einer der beiden größten Schulen des japanischen Zen-Buddhismus. Sein Name leitet sich von der während der Erbauung verwendeten Regierungsdevise Kennin (1201–1204) ab. Der Tempel liegt im Stadtbezirk Higashiyama von Kyōto.

## Geschichte
Im Jahr 1202 erhielt Eisai, der nach seiner Rückkehr aus China zunächst in Kyushu gelebt hatte, vom Shōgun Minamoto no Yoriie ein Grundstück in der Hauptstadt Kyōto, um dort den ersten großen Zen-Tempel der Stadt zu errichten. Der in Kyōto residierende Tennō Tsuchimikado erlaubte dieses Vorhaben unter der Bedingung, dass dort neben den Übungen des Zen-Buddhismus auch die esoterischen Rituale der Shingon-Schule sowie die Meditationstechnik (shikan) der Tendai-Schule in eigens dafür zu bauenden Hallen gelehrt werden. Überdies gliederte man den Tempel als Zweigtempel (betsuin) in den Tempelkomplex des nördlich der Stadt gelegenen Bergs Hiei (Hiei-zan) ein.
Der Shōgun Minamoto no Yoriie wurde im Jahr des Baubeginns abgesetzt, doch konnte sich Eisai der Unterstützung des Nachfolgers Minamoto no Sanetomo und von Hōjō Masako, der einflussreichen Witwe des ersten Kamakura-Shōguns Minamoto no Yoritomo, für den Eisai 1200 die ersten Andachtsriten vollzogen hatte, versichern. Trotzdem war Eisai und sein neuer Tempel für mehrere Jahre massiven Anfeindungen durch die eingesessenen buddhistischen Schulen und den Kaiserhof in Kyōto ausgesetzt. So schrieb man im Jahre 1205 die durch heftige Winde verursachten Zerstörungen in der Hauptstadt dem Tragen der ausländischen, d. h. der chinesischen Roben am Kennin-Tempel zu. Einer populären Anekdote zufolge bemerkte Eisai hierzu, dass jene, die das glaubten, ihm wegen seiner übernatürlichen Kräfte besser Respekt zollen sollten.
Eisai starb am fünften Tag des siebten Monats im Jahr 1215 am Tempel. Ob Dōgen, der spätere Begründer der Sōtō-Schule, der zweiten großen Zen-Schule in Japan, vor Eisais Tod oder erst zwei Jahre danach Schüler am Kennin-Tempel wurde, ist in der Forschung umstritten. Die meisten Wissenschaftler schließen zwar ein Treffen von Eisai und Dōgen nicht aus, bezweifelt jedoch, dass Dōgen, wie er in seinen eigenen Memoiren angab, ein direkter Schüler Eisais war. Denn dieser weilte er in jenen Jahre häufig im Jufuku-Tempel in Kamakura. Wahrscheinlich war Dōgen ein Schüler von Myōzen, Eisais Nachfolger im Kennin-Tempel. Bis zum Jahr 1230, in dem er zum Annyō-in im wenige Kilometer südlichen gelegenen Fukakusa zog, blieb Dōgens hauptsächlicher Aufenthaltsort der Kennin-Tempel, in dem er seine Abhandlung über Zazen und theoretische Grundlagenschrift für die spätere Sōtō-Schule unter dem Titel Hukan Zazengi verfasste.
Um die Mitte des 13. Jahrhunderts erlitt der Tempel durch mehrere Brände starke Schäden. Im Jahre 1258 wurde er durch Enni Ben’en (圓爾辯圓; 1201–1280) wieder aufgebaut. Erst mit der 1259 beginnenden Amtszeit des elften Tempelvorstehers, Lanxi Daolong (chinesisch 蘭溪道隆, Pinyin Lánxī Dàolóng, W.-G. Lan-hsi Tao-long; jap. Rankei Dōryū; 1213–1278) lehrte man am Kennin-Tempel ausschließlich Zen.
Gegen Ende der Kamakura-Zeit wurde der Tempel Teil des Gozan-Systems, was ihn offiziell und praktisch zu einem der einflussreichsten Zen-Tempel des Landes während der Muromachi-Zeit machte. Nach seiner Ankunft in Japan lehrte hier auch der chinesische Chan-Mönch Qingzhuo Zhengcheng (chinesisch 淸拙正澄, Pinyin Qīngzhuó Zhèngchéng, W.-G. Ch'ing-cho Cheng-ch'eng; jap. Seisetsu Shōchō; 1274–1339).
Im 16. Jahrhundert kam es erneut zu starken Schäden durch Brände. Erst im 17. Jahrhundert konnte man dank Schenkungen des Ankoku- und den Tōfuku-Tempels unter der Schirmherrschaft der Familie Toyotomi die Anlage restaurieren.

## Die Anlage

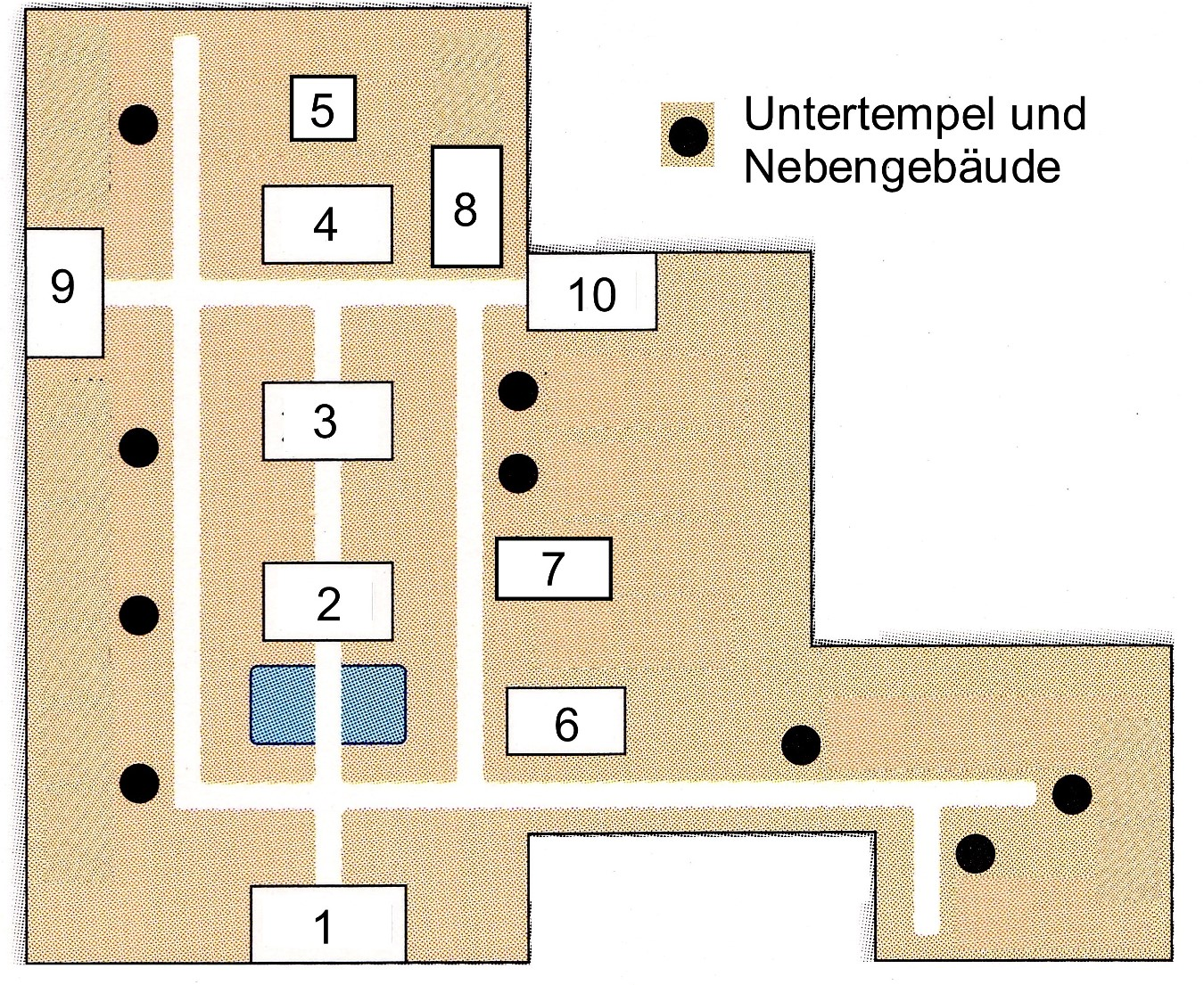
Plan des Kennin-ji

Die Anlage, flankiert von neun Untertempeln (塔頭, tatchū) auf dem Gelände und weiteren fünf außerhalb, besteht aus folgenden Gebäuden:
1. Das Tor für den kaiserlichen Gesandten (勅使門, chokushi-mon) stammt aus der späten Kamakura-Zeit und ist als Wichtiges Kulturgut deklariert. Die Pfeiler zeigen viele Pfeilnarben aus der Sengoku-Zeit, so dass das Tor auch Pfeilspur-Tor genannt wird. Das mit Kupferblech gedeckte Tor ist nicht für den Durchgang geöffnet.
2. Das Haupttor (三門, sammon), als Nijūmon ausgeführt, trägt die Inschrift "Hohes Tor mit Blick auf den Kaiserpalast" (望闕楼, hōketsurō). Im Obergeschoss sind Shaka Nyorai und 16 Rakan aufgestellt.
3. Die Lehr- bzw. Dharma-Halle (法堂, hattō) wurde 1765 errichtet. Sie wird zugleich als Buddha-Halle genutzt. Die Decke wurde 2002 von Koizumi Junsaku (1924–2012) mit einem Drachenpaar ausgemalt.
4. Die Residenz des Abtes (方丈, hōjō) wurde im Jahre 1599 von Ankokuji Eikei (安国寺恵瓊) hierher überführt. Sie ist als Wichtiges Kulturgut deklariert. Davor liegt ein mit großen Felsblöcken geschmückter Kiesgarten.
5. Nördlich von der Residenz befindet sich der Tee-Pavillon (東陽坊, Tōyōbō). Er soll auf Veranlassung von Tōyōbō Chōsai (1514–1598), einem bedeutenden Schüler von Rikyū, im Jahre 1587 erbaut worden sein.
6. Das Bad (浴室, yokushitsu) stammt aus dem Jahr 1628. Es ist im Inneren aufgeteilt in einen Warteraum, das Dampfbad und in einen Versorgungsraum.
7. In der öffentlich nicht zugänglichen Halle des Gründers (開山堂, kaizandō) liegt das Grab Eisais.
8. Das Mönchsquartier (本坊, hombō).
9. und (10): Westtor und Nordtor.

## Kunstschätze
- Der Tempel besitzt als Nationalschatz das Stellschirmpaar „Wind- und Donnergott“. Das Paar ist weder signiert, noch mit einem Stempel versehen, gilt aber als Werk von Tawaraya Sōtatsu. Im Tempel ist eine Kopie zu sehen, das Original wird heute im Nationalmuseum Kyōto aufbewahrt. In der Abtresidenz wird nur eine Kopie ausgestellt.
- In der Abtresidenz waren fünf Räume mit Tuschmalereien geschmückt, die dem Nationalmuseum Kyoto zur Aufbewahrung übergeben wurden.
  - Der größte Raum, Shitsuchū-no-ma, ist mit Bildern der „Sieben Weisen im Bambushain“ (竹林七賢, chikurin shichiken) von Kaihō Yūshō (1533–1615) geschmückt.
  - Im Ihatsu-no-ma sind an den Wänden Bilder mit den in China gepflegten Vier Künsten zu sehen.
  - Das Shoin-no-ma ist mit Bildern von Blumen und Vögeln geschmückt.
  - Das Dana-no-ma ist mit Landschaftsbildern geschmückt.
  - Im Rai-no-ma sind Drachenbilder zu sehen.

## Bilder

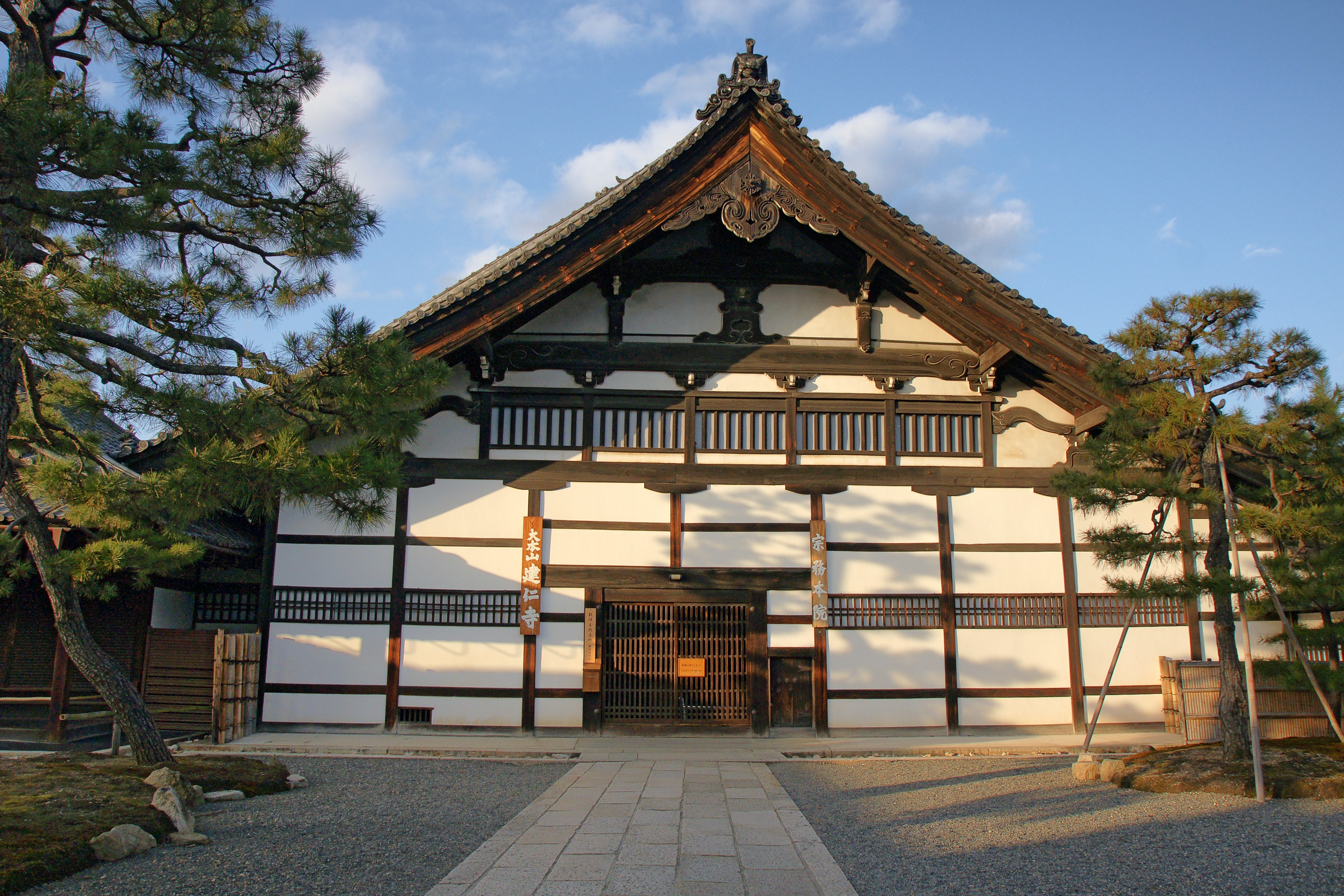
Mönchsquartier (Hombō)
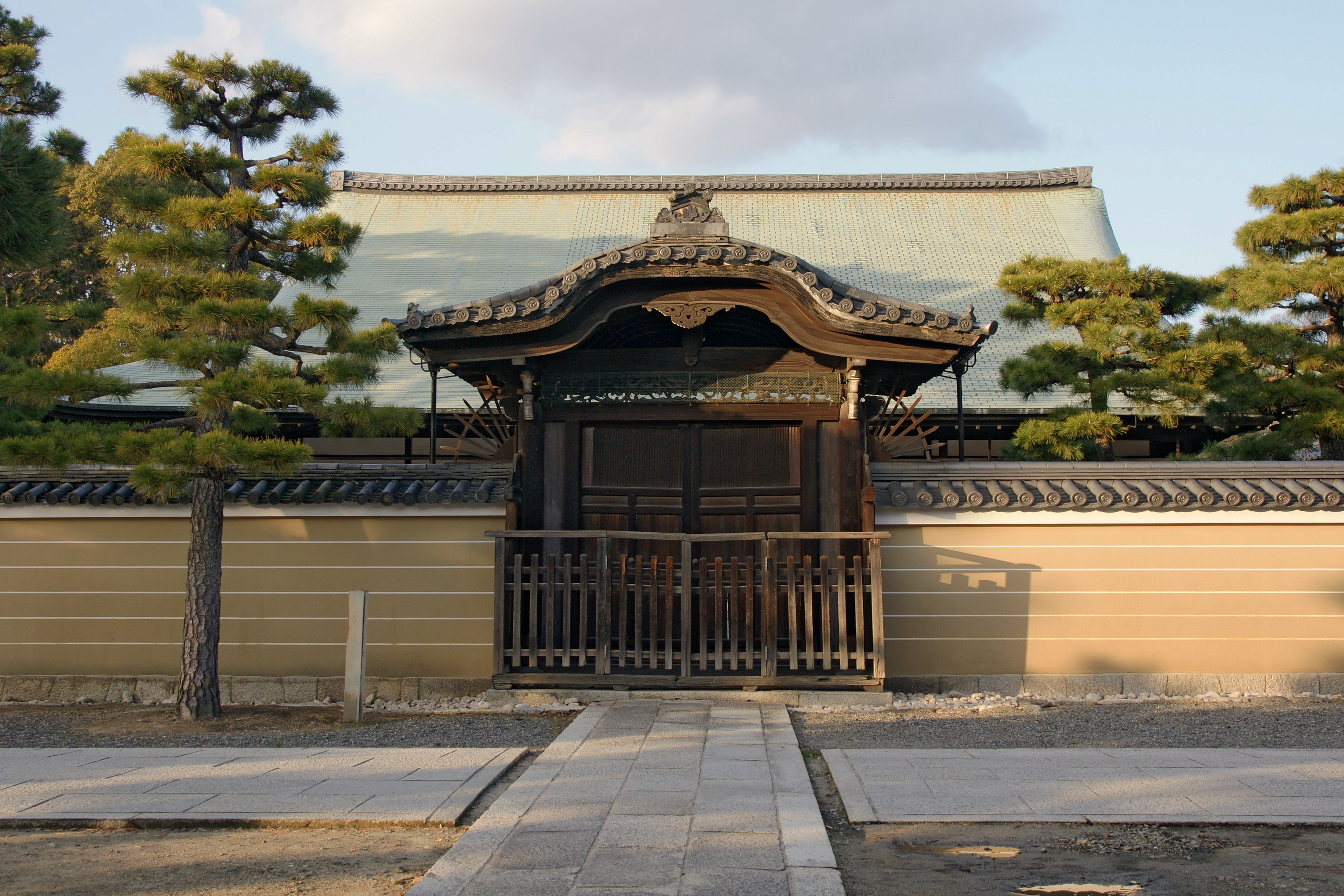
Abtresidenz (Hōjō)
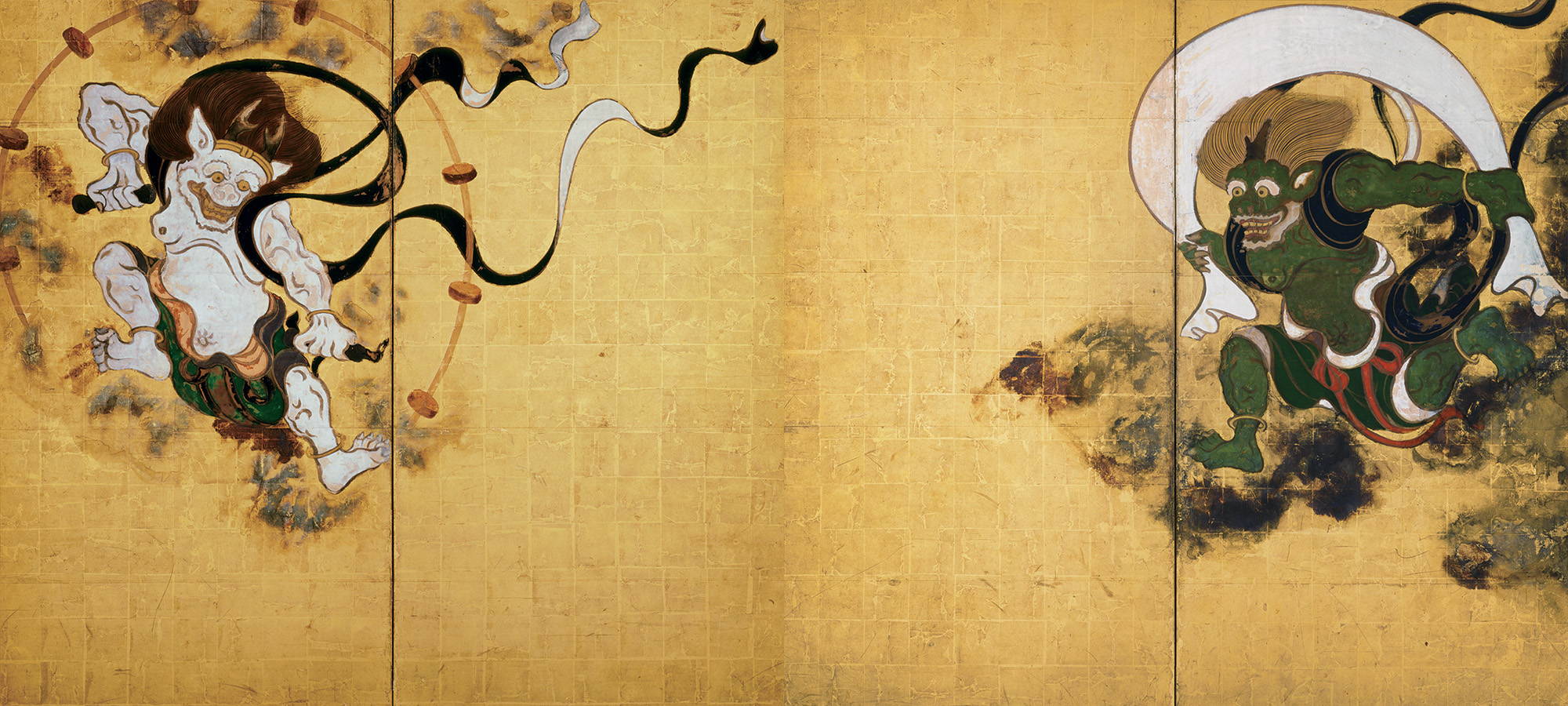
Sotatsu: Wind- und Donnergott (von rechts nach links)
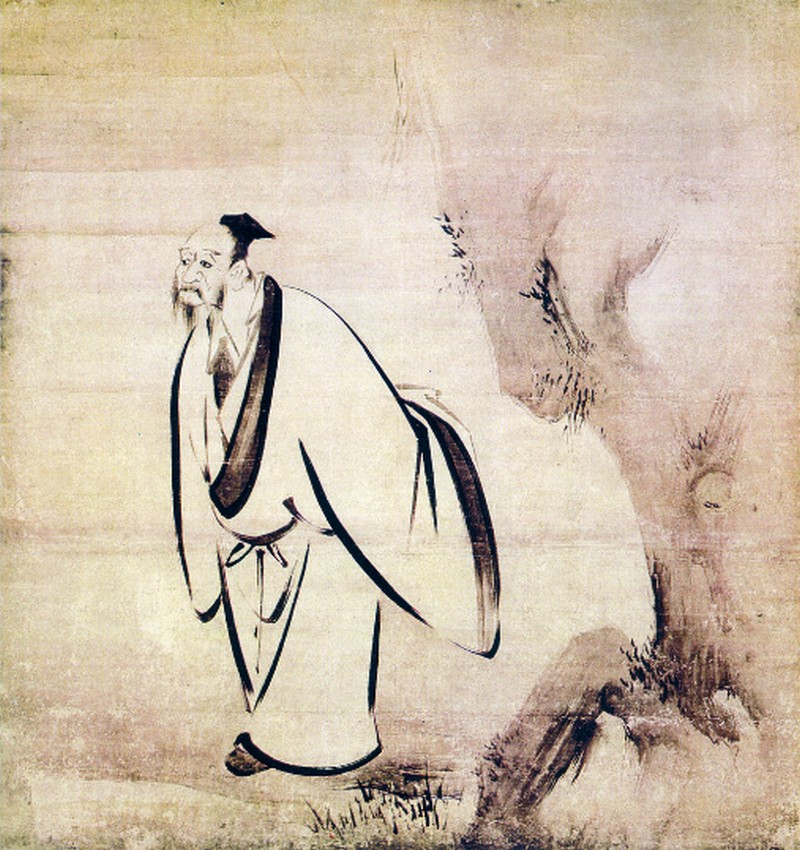
Kaihō Yūshō: Einer der sieben Weisen